# 洪炉
洪炉（1931年6月—2019年11月21日），男，原名郭洪炉，笔名卢弘。江苏泰兴人。中国作家，战地记者。中国作家协会会员。中国美术家协会会员。

## 生平
1931年6月生于江苏泰兴虹桥镇蒋华三十二圩。原名郭宏如。年幼时父亲郭让被侵华日军俘虏。1944年参加新四军。历任江潮报社收发员，新四军一师文工团团员、军文工团美术组长及创作组长、军政治部文化干事，《战地报》记者等职务。经历了莱芜战役，孟良崮战役，豫东战役，淮海战役，渡江战役，杭州战役、舟山群岛等战役。1949年加入中国共产党。
1952年，洪炉以志愿军战地记者身份参加了朝鲜战争，写作并发表了大量战地报道和通讯等文字作品。1958年毕业于中央美术学院绘画系。加入中国美术家协会。历任《解放军战士》和《解放军报》担任美术编辑等职务。1994年离休，先后被授予一级解放勋章和朝鲜军功章。1990年代创办并主编文史刊物《炎黄春秋》，晚年担任北京新四军研究会理事。
2019年11月21日下午4时41分在北京306医院因病去世，享年88岁。

## 作品
著有长篇小说《我们十八岁》，传记《王稼祥一生》、《李伯钊传》、《女红军“定国公”》、《从“山大王”到“红太阳”》、《毛泽东亲家张文秋之家》、《我的“祖国”我的“党”》、《右派“活化石”林希翎》、《洋钦差（李德）外传》、《伍修权传》，电视剧本《星辉》等。